# Kampir Tepe
Kampir Tepe és un jaciment arqueològic situat dins la província de Surjandarin d'Uzbekistan, a prop de la ciutat de Termez. Es creu que és la ciutat perduda d'Alexandria de l'Oxus descrita per Ptolemeu, tot i que el riu Amudarià (en l'antiguitat Oxus) ara ha canviat de curs. El diari Daily Telegraph ha descrit Kampir Tepe com "la Pompeia d'Àsia Central".

## Descobriment
Kampir Tepe fou descobert al 1972 per l'arqueòleg Edvard Rtveladze durant un estudi de la riba del riu Amudarià.(1) Les excavacions se'n feren el 1977, inicialment dirigides per Galina Pugachenkova. La primera excavació es va realitzar en la part sud de la ciutadella i un raval occidental de Kampir Tepe. La majoria de les troballes pertanyien al regnat de l'emperador kuixan Kanixka I del segle ii, i és un dels assentaments de l'era kuixan més complets coneguts.
Hi ha evidència de capes més antigues a sota, la qual cosa justificava una recerca més profunda. L'estudi a gran escala de les capes hel·lenístiques de Kampir Tepe començà el 2000 amb l'Expedició Arqueològica de Bactriana, dirigida per Rtveladze. Aquestes excavacions es feren conjuntament amb científics de l'estat francés, l'Índia i el Japó.(1) Trobaren tres períodes diferents de desenvolupament a Kampir Tepe, el primer iniciat al segle iv ae.(1)
A l'agost del 2019 Rtveladze anuncià que Kampir Tepe era el mateix lloc descrit per Ptolemeu com a Alexandria d'Oxiana. Aquesta afirmació ja l'havien feta alguns arqueòlegs que excavaren Ai Khanum a Afganistan, però Kampir Tepe n'és una altra possible ubicació.(1)

## Història
Kampir Tepe es va construir en tres fases: hel·lenística, saks-parta i kuixan.(1)
La part més antiga del lloc començà en el segle iv ae, amb els fonaments i la fortalesa. Va coincidir amb la invasió d'Àsia Central per Alexandre el Gran, durant la qual construí nombroses fortaleses i ciutats. L'evidència que Kampir Tepe és la mateixa ciutat descrita per Ptolemeu no sols prové de la datació del jaciment, sinó també per l'evidència cartogràfica, el disseny de les portes, que coincideixen amb les descobertes a Grècia i Turquia; i el descobriment d'una nova moneda que representa Apol·lo.(2)
En l'etapa 2 (235-200 ae), es va reconstruir la fortalesa. Se'n construïren nous murs, de 4 m de gruix, i s'hi afegiren dues torres quadrades de tova.(1) La datació d'aquest període de la ciutat prové de les troballes de monedes vinculades al regnat d'Eutidem I (230-200 ae).
El tercer període de construcció degué ser de finals del segle ii ae. L'evidència en prové d'una combinació de fonts escrites i dades arqueologicoestratigràfiques i numismàtiques.(1)
Kampir Tepe, doncs, va estar ocupat durant uns 400 anys. El curs del riu canvià llavors i els habitants van haver de desplaçar-se.

## Arquitectura

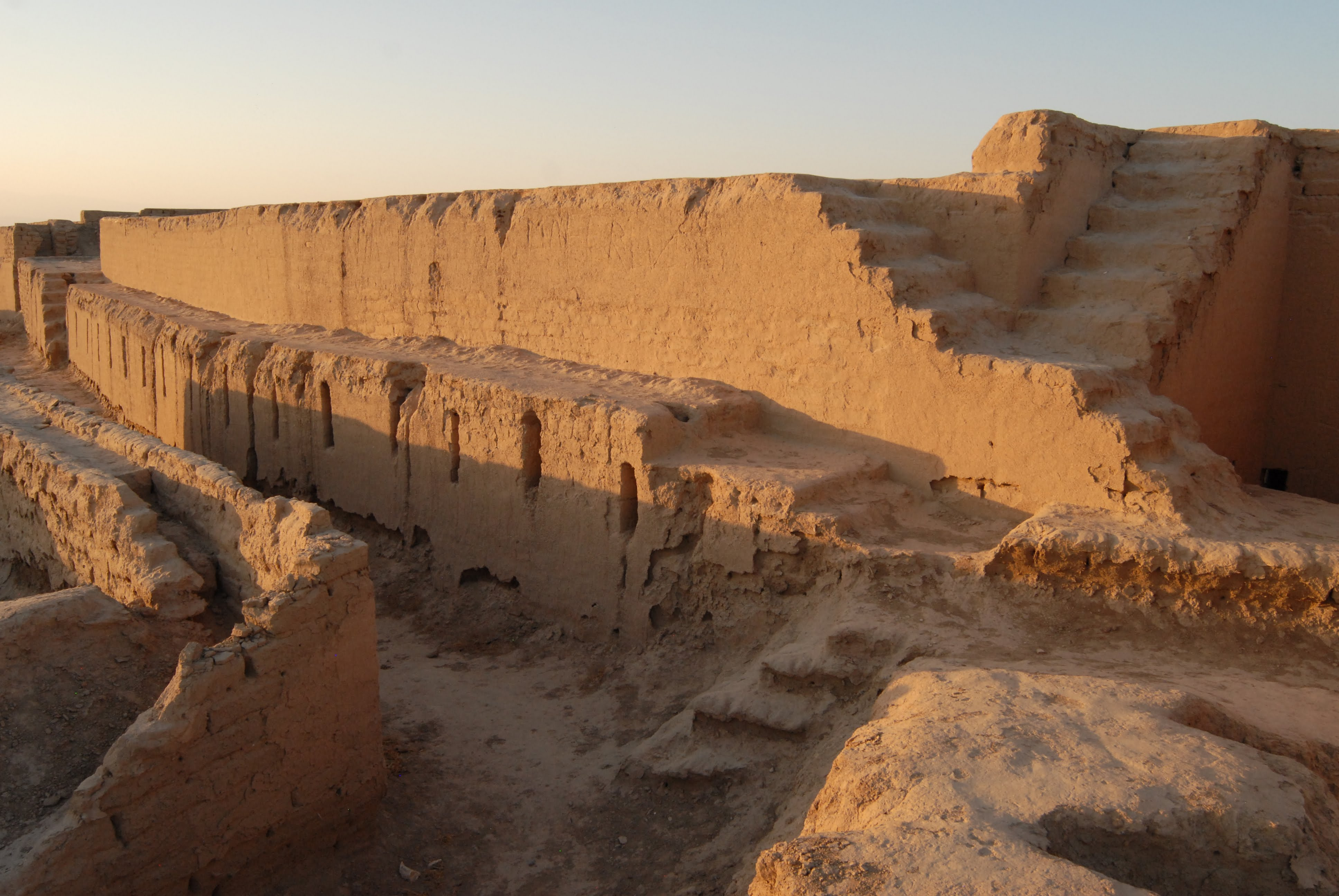
Detall de les construccions de Kampir Tepe

Kampir Tepe era una ciutat de tova construïda sobre una terrassa sobre un port fluvial de l'Amudarià. Hi havia un far a la vora del port per a guiar als vaixells pel riu.(1)
La fortalesa es feu amb maons de fang rectangulars. Els murs s'encreuaren amb torres arredonides i portes d'entrada. La porta sud-oest es va construir amb el mateix disseny que la de Sillium, Pamfília, que Alexandre assetjà en el 333 ae. El pati semiovalat era comú a Pamfília, però no s'ha registrat en cap altre indret.(2)

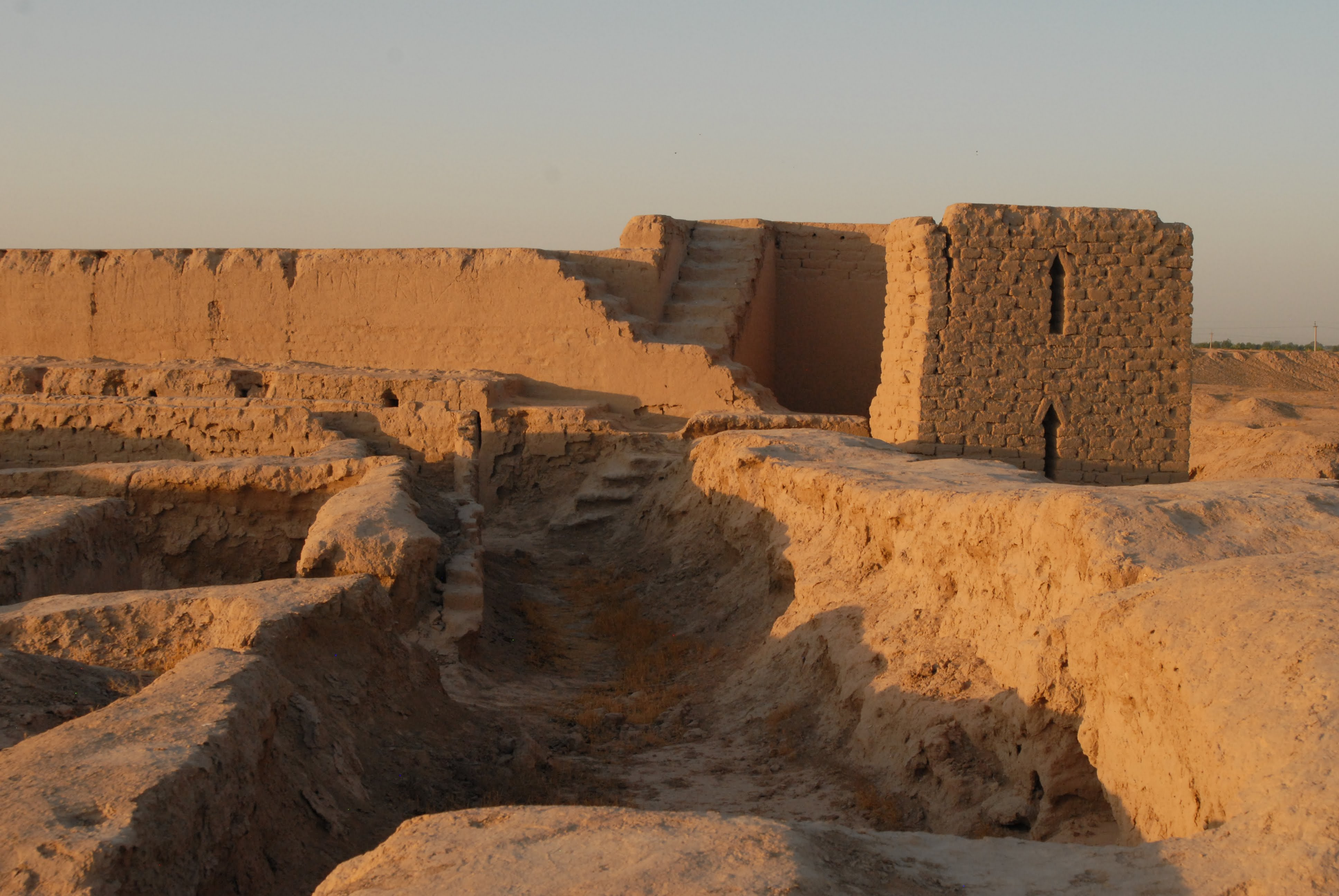
Vista de Kampir Tepe, Uzbekistan

El santuari de Kampir Tepe és en una segona terrassa artificial. Té forma de triangle irregular envoltat de murs. Set estructures que al principi es pensava que eren forns de ceràmica estaven cobertes per una volta falsa. Eren altars amb dues parts que s'utilitzaven per a cremar plantes sagrades. Són semblants als del Temple de Demèter i Persèfone d'Eleusis.(1)

## Objectes
L'excavació d'una casa adossada a la part sud-est de Kampir Tepe tragué a la llum un pou ple de motles per a les primeres embarcacions hel·lenístiques.(1) Es creu que aquests eren elements rituals col·locats ací durant un sacrifici als déus. També aparegueren peces de ceràmica més grans al jaciment.(1)
S'han trobat moltes monedes a Kampir Tepe. La més antiga representa el déu Apol·lo, i n'hi ha més del regnat d'Eutidem I.(1)